# تاتسويا إيد
تاتسويا إيد (باليابانية: 井出竜也؛ بالكانا: いで たつや) هو لاعب كرة قاعدة ياباني، ولد في 1 أكتوبر 1971 في مقاطعة ميناميتسورو ‏ في اليابان.

## وصلات خارجية
- تاتسويا إيد على موقع الدوري الياباني لكرة القاعدة (الإنجليزية)
- تاتسويا إيد على موقعبيزبول رفرنس.كوم (الدوري الثانوي) (الإنجليزية)